# Maria Saidler
Maria „Mitzi“ Saidler (geboren am 17. Juni 1900; gestorben 1994) war eine österreichische Wirtschafterin und Köchin sowie Gerechte unter den Völkern.

## Leben
Die junge Witwe Mitzi arbeitete seit 1923 als Wirtschafterin und Köchin bei den jüdischen Eheleuten Camilla Paula Fleischner (1882–1944) und Hermann Fleischner (1881–1944) und ihrem Sohn Otto Fleischner (1914–2007) in der Wattmanngasse 7/11 in Wien. Hermann Fleischner führte das En-Gros-Knopfgeschäft seines Schwiegervaters weiter, das in der Kaiserstraße 5 unter dem Namen E. Goldmann firmierte.
Nach dem deutschen Einmarsch konnten sich die Fleischners eine Wirtschafterin aus finanziellen Gründen bald nicht mehr leisten. Mitzi durfte überdies nach den Nürnberger Gesetzen nicht bei Juden wohnen und musste sich eine eigene Wohnung suchen. Dennoch versorgte sie die Fleischners mit Lebensmitteln, beteiligte sich ohne Entlohnung an der Hausarbeit und pflegte die erkrankte Frau Fleischner. Der Sohn Otto konnte 1938 nach Palästina emigrieren, für ihn zog eine Freundin der Familie ein, die jüdische Witwe Anna Sommer (geb. Schaffer). Als ein Nationalsozialist die Wohnung beanspruchte, wurden die Fleischners mit anderen jüdischen Familien schließlich in der Servitengasse untergebracht. Auch dort half Mitzi der Familie.
Als 1942 der Befehl zur „Umsiedlung“ nach Theresienstadt kam, wurde die Familie von Mitzi gewarnt. Mitzi hatte mittlerweile geheiratet und hieß jetzt Saidler. Sie bot den Fleischners an, sie in ihrer Wohnung zu verbergen. Die Fleischners lehnten ab und wurden am 9. Oktober 1942 nach Theresienstadt deportiert. Saidler versorgte die Fleischners weiterhin mit Lebensmittelpaketen. Am 23. Oktober 1944 wurden sie nach Auschwitz transportiert und dort ermordet.
Statt der Fleischners hielt Saidler bis zum Ende der NS-Zeit Anna Sommer nachts in ihrer Wohnung in Wien verborgen und teilte ihre rationierten Lebensmittel mit ihr. Tagsüber arbeitete Sommer mit einer halbjüdischen Freundin als Näherin und sicherte so auch deren Überleben.
Am 31. Mai 1978 verlieh Yad Vashem Maria Saidler die Auszeichnung „Gerechte unter den Völkern“. Zu dieser Zeremonie reiste auch Otto Fleischner, der mittlerweile den Namen Fleming angenommen hatte, mit seiner Tochter an.